# اندوه شدید (فیلم)
اندوه بزرگ (انگلیسی: The Big Chill) فیلمی در ژانر کمدی-درام به کارگردانی لارنس کاسدان است که در سال ۱۹۸۳ منتشر شد.

## بازیگران
- تام برنگر
- گلن کلوز
- جف گلدبلام
- ویلیام هرت
- کوین کلاین
- مری کی پلیس
- مگ تیلی
- جوبت ویلیامز
- دن گلووی
- کوین کاستنر